# لودزورث
لودزورث (به انگلیسی: Lodsworth) یک روستا و محله مدنی در بریتانیا است که در Chichester واقع شده‌است. لودزورث ۱۲٫۴۶ کیلومتر مربع مساحت و ۶۷۲٫ نفر جمعیت دارد.